# 异丙硫醇钠
异丙硫醇钠是一种有机硫化合物，化学式为C3H7SNa，它是异丙硫醇的钠盐。它可由甲醇钠（或氢化钠）和异丙硫醇在甲醇中反应制得。它和氯化铁、四乙基氯化铵在DMF中反应，可以得到[Et4N][Fe(SiPr)4]。